# نوسانگر غذاگیری
نوسانگر غذاگیری (به انگلیسی: Food-entrainable oscillator) یک ساعت شبانه‌روزی است که می‌توان با تغییر زمان ارائه غذا، آن را جذب کرد. زمانی کشف شد که ریتمی در فعالیت موش‌ها پیدا شد. این فعالیت پیش‌بینی غذا (Food anticipatory activity) نامیده می‌شد، و این زمانی است که فعالیت چرخشی موش پس از تغذیه کاهش می‌یابد و سپس در ساعت‌های منتهی به تغذیه به سرعت افزایش می‌یابد. به نظر می‌رسد که فعالیت پیش‌بینی غذا در غیرپستانداران (مانند کبوتر و ماهی) وجود داشته باشد، اما پژوهش‌های به شدت بر حضور آن در پستانداران متمرکز است. این فعالیت ریتمی به هسته سوپراکیاسماتیک (SCN)، نوسانگر شبانه‌روزی مرکزی در پستانداران نیازی ندارد، که دلالت بر وجود یک نوسانگر، نوسانگر غذاگیری، در بیرون از هسته سوپراکیاسماتیک دارد، اما سازوکار و جایگاه نوسانگر غذاگیری هنوز مشخص نیست. پژوهش‌های پیوسته برای بررسی این موضوع وجود دارد که آیا نوسانگر غذاگیری تنها نوسانگر غیرروشنایی قابل تربیت در بدن است یا خیر.